# O-Zone
О-Зон (на английски: O-Zone) е поп-група от Кишинев, Молдова, състояща се от трима младежи.

## История
Групата се формира през 1999 г. от Дан Балан и Петру Желихович. По-късно към тях се присъединява Людмила Балан – майката на Дан. Така нямат успех, Петру и Людмила напускат. Останалият член на O-Zone прави кастинг. Арсени Тодерас става част от групата. Той предлага за трети член своя приятел Раду Сарбу и Дан го одобрява.
Правят записите си на румънски език. Песните им са издадени за първи път в Румъния. Музиката им е главно в стил евроденс или поп, като най-популярният им сингъл е „Dragostea Din Tei“ („Любов под липата“), който дебютира на № 1 в класациите в Румъния, Италия и Испания, а също така се слуша и в много други страни, сред които и България. Песента се превръща в хит по радиостанциите и телевизиите. Групата се издава в България от „Ка мюзик +“.
По време на успеха им излиза и друга версия на „Dragostea Din Tei“, направена от Хайдучи. Певицата твърди, че тя е записала първа хита, но O-Zone я осъждат.
Вторият им сингъл се казва „Despre Tine“ („За теб“). Последван е от „De Ce Plang Chitarele“ („Защо плачат китарите“).
На 22 март 2005 г. групата се разпада – Раду става баща, Дан иска да свири рок, а Арсени иска да продължат в същия стил.
Ако не се бяха разпаднали, следващият им сингъл щеше да бъде „Sarbatorea Noptilor De Vara“. Сега Дан има своя група – Balan. Арсени използва псевдонима Arsenium, а Раду пее като RadU.
След 12-години раздяла през май 2017 г. групата обявява в социалните медии че се завръща. Последната изява на групата е през декември 2019 г.

## Дискография

### Албуми
- Dar, unde ești... (1999)
- Number 1 (2002)
- DiscO-Zone (2004)

### Сингли
- Numai tu (2002)
- Despre tine (2002)
- Dragostea din tei (2003)
- De ce plang chitarele (2004)